# Deathcountry
El denominado Deathcountry es un subgénero del Death metal y Deathrock.
Puede describirse como música country tradicional con una actitud punk y psychobilly. Conocido desde los años 1990, el término fue utilizado por primera vez por Hank Ray (Raymen), The father of Deathcountry.